# 桑索
桑索（法語：Censeau，法語發音：[sɑ̃so]）是法国汝拉省的一个市镇，位于该省东部，属于隆斯勒索涅区。

## 地理
桑索（46°48'49"N, 6°4'5"E）面积9.86 平方千米，位于法国勃艮第-弗朗什-孔泰大區汝拉省，该省份为法国东部内陆省份，北起上索恩省，西北接科多尔省，西临索恩-卢瓦尔省，南至安省，东与杜省和瑞士接壤。
与桑索接壤的市镇（或旧市镇、城区）包括：库尔维耶尔、比耶迪富尔、屈维耶、埃塞尔瓦勒塔特尔、米耶日、米尼奥维拉尔。

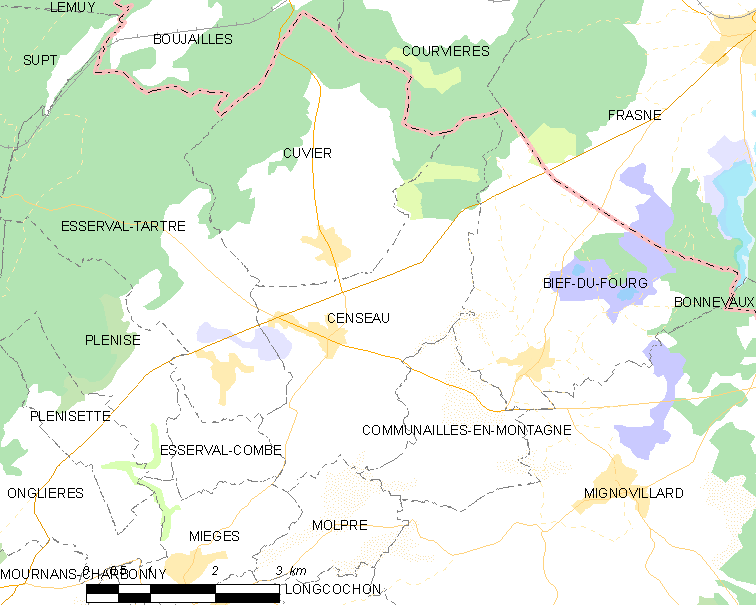
桑索的OSM定位图

桑索的时区为UTC+01:00、UTC+02:00（夏令时）。

## 行政
桑索的邮政编码为39250，INSEE市镇编码为39083。

## 政治
桑索所属的省级选区为圣洛朗昂格朗沃县。

## 人口

1962-2008年间桑索人口变化图示

桑索于2022年1月1日时的人口数量为332人。